# 上樋脇站
上樋脇站（日语：／ Kami-Hiwaki eki */?）是位於鹿兒島縣薩摩郡樋脇町塔之原（現時：薩摩川內市樋脇町塔之原），日本國有鐵道（國鐵）宮之城線的鐵路車站（廢站）。

## 歷史
- 1959年（昭和34年）11月23日：在樋脇站至入來站之間開設此客運車站（無人車站）[2]。
- 1987年（昭和62年）1月10日：隨著宮之城線全線廢除，此站也被廢除[1]。

## 車站構造
此站為無人車站，設有1面1線的單式月台。

## 現狀
現時雖然部分月台和候車室被拆毀，但是剩下部分基本上完整無缺。路軌遺址變為道路。但是在道路旁豎立了掘頭路的路牌，表示不能通過該處。
在廢線後，林田產業交通（現時：岩崎巴士網絡）開設巴士服務，於車站遺址附近設有巴士站。

## 相鄰車站
日本國有鐵道（國鐵）
宮之城線
樋脇－上樋脇－入來

## 注腳
1. 1 2 3  石野哲（編）. . JTB. 1998: 707. ISBN 978-4-533-02980-6 （日语）.
2. ↑  《日本鐵道旅行地圖帳（日语：日本鉄道旅行地図帳）》九州沖繩 p.50

## 相關項目
- 日本鐵路車站列表 Ka